# Eparchia wielkoustiuska
Eparchia wielkoustiuska – jedna z eparchii Rosyjskiego Kościoła Prawosławnego, z siedzibą w Wielkim Ustiugu. Należy do metropolii wołogodzkiej.
Restytuowana 23 października 2014 postanowieniem Świętego Synodu, poprzez wydzielenie z eparchii wołogodzkiej. Obejmuje część obwodu wołogodzkiego – rejony: babuszkiński, kiczmieńsko-gorodiecki, nikolski, niuksieński, tarnoski, totiemski i wielkoustiuski.
Eparchia dzieli się na trzy dekanaty:
- nikolski;
- totiemski;
- wielkoustiuski.

## Biskupi wielkoustiuscy
- Tarazjusz (Pierow), 2017–2019[3]
- Aleksy (Zanoczkin), 2019–2020[4]
- Focjusz (Jewtichiejew), od 2023[5]